# Juan de Dios Rivera y Freire de Andrade
Juan de Dios Rivera y Freire de Andrade (Concepción, alrededor de 1781 - ibídem, 28 de junio de 1843) fue un militar y político pipiolo chileno, que ostentó el rango de general y teniente coronel.

## Biografía
Nació en  en Concepción en 1787, hijo de Francisco José Rivera Puga (1750-1791) y de María Josefa Freire de Andrade Rioseco (1760-1858), teniendo además dos hermanas.
Combatió en la Batalla de Maipú, en el Batallón n.º 1 de Chile, parte de la División de Reserva.
En 1823 fue cofundador (junto a Ramón Freire) del Liceo Enrique Molina Garmendia.

### Carrera política
Rivera inició su carrera política en 1823, al ser nombrado  Ministro de Guerra y Marina por el director supremo Ramón Freire. Ocupó este cargo entre el 8 de abril y el 26 de mayo de ese año. También se desempeñó como Intendente de Concepción entre 1823 y 1826, y nuevamente entre 1827 y 1830. Fue candidato presidencial en las elecciones presidenciales de 1829 (donde resultó elegido Francisco Antonio Pinto), obteniendo 11 votos electorales (lo cual equivale al 2,82%).

## Muerte
Falleció en su ciudad natal el 28 de junio de 1843. Actualmente se encuentra enterrado en el Cementerio General de Concepción.

## Vida personal y descendencia
Rivera estaba casado con María del Rosario Serrano Galeazo de Alfaro, con quien tuvo 7 hijas:
- Avelina Rivera Serrano Galeazo de Alfaro, casada en 1° nupcias con Ignacio Palma Barriga y en 2° con Georges Petit
- Isidora Rivera Serrano Galeazo de Alfaro, religiosa
- Pastora Rivera Serrano, casada con Enrique Campino Landa, hijo de Enrique Campino Salamanca
- Matilde Rivera Serrano Galeazo de Alfaro, casada en 1° nupcias con Ramón Manzano Alemparte y en 2° con Manuel Beauchef Manso de Velasco. Sin sucesión.
- Elena Rivera Serrano Galeazo de Alfaro, casada con Felipe Correas de Larrea y Videla. Con sucesión.
- Úrsula Rivera Serrano, casada con Eduardo Boonen von Baerlem, siendo ellos padres del General Jorge Boonen Rivera
- Dorotea Rivera Serrano Galeazo de Alfaro, casada con Cornelio Saavedra Rodríguez

Hijo natural:
- José Manuel Rivera Manzano, casado con Gumercinda Prats Manzano. Con sucesión.

## Historial electoral

### Elecciones presidenciales de 1829, para laPresidencia de la República
|  | 30,26 % |

|  | 25,13 % |

|  | 15,64 % |

|  | 12,31 % |

|  | 8,46 % |

|  | 2,82 % |

|  | 2,05 % |

|  | 1,79 % |

|  | 1,54 % |

|  | 3,94 % |